# Kerststol

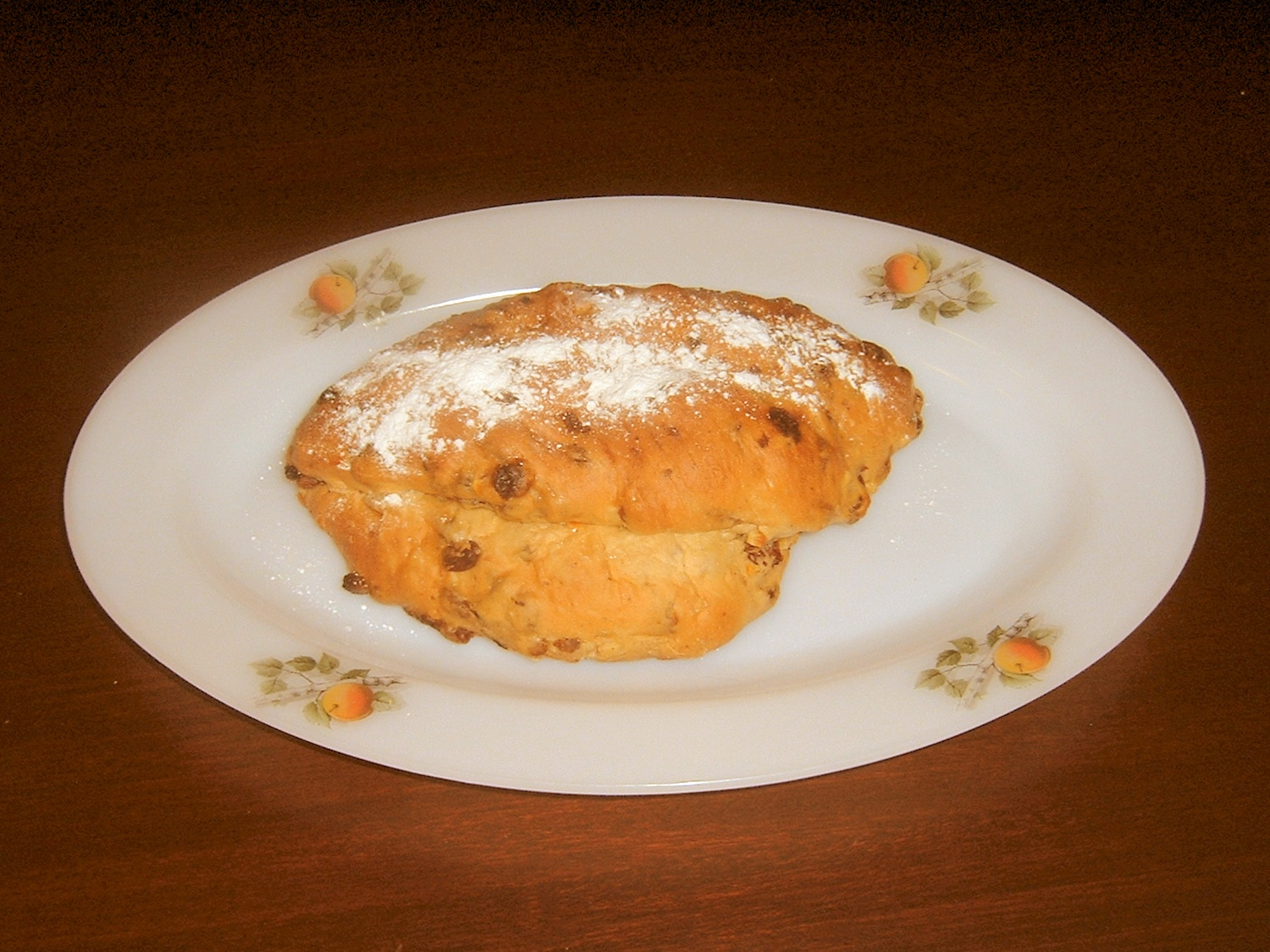
Kerststol

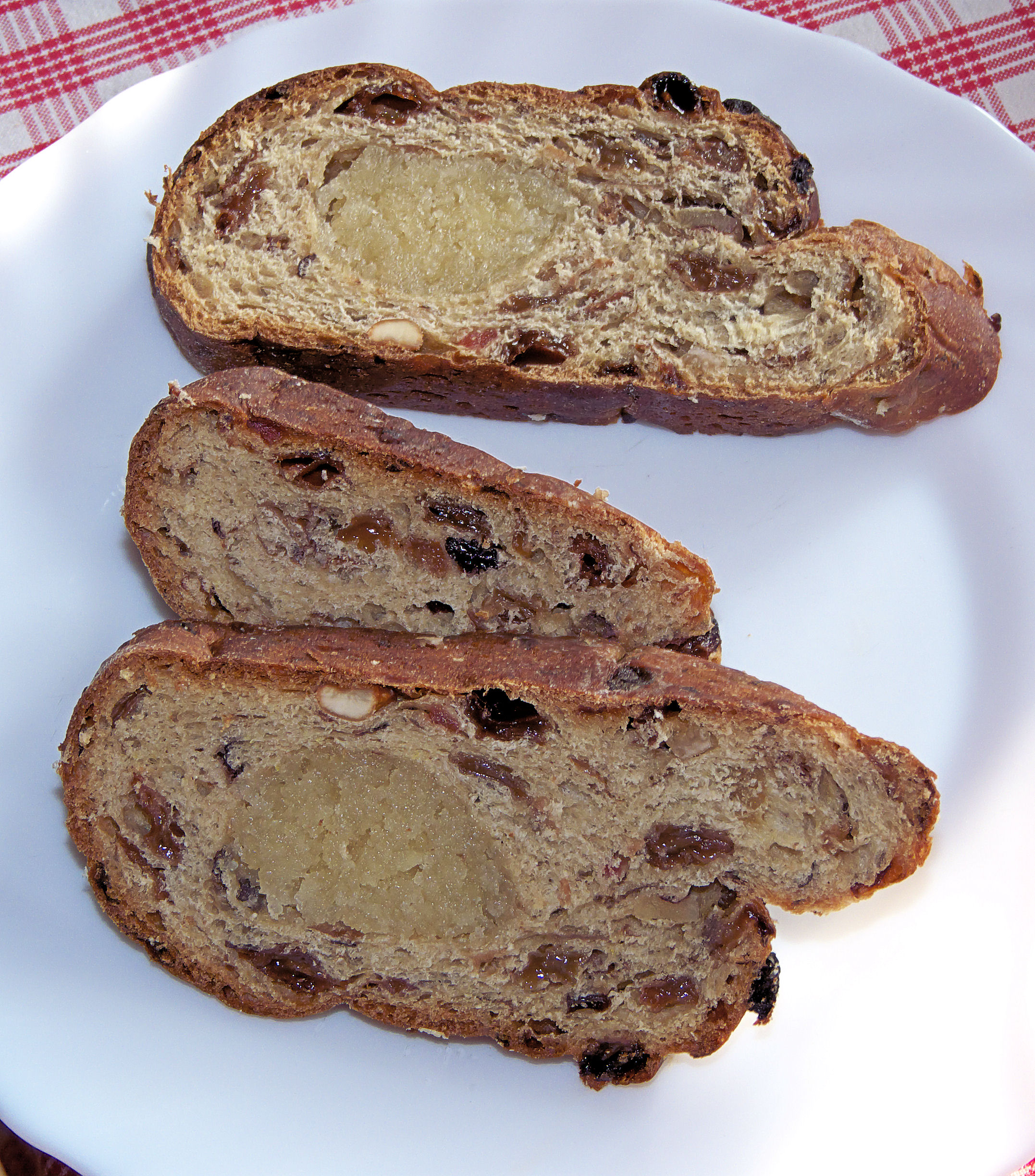
Plasterki kerststol

Kerststol lub Christstollen – strucla bożonarodzeniowa; rodzaj luksusowego, słodkiego chleba spożywanego tradycyjnie podczas świąt Bożego Narodzenia, głównie w Holandii i Niemczech. 
Kerststol zawiera dużą ilość rodzynek oraz migdałowe nadzienie. Ciasto posypuje się cukrem pudrem.
Nadzienie z migdałów, nazywane amandelspijs, to utarte z cukrem zmielone migdały bez skórki, doprawione do smaku sokiem z cytryny. 
W masowej produkcji fabrycznej często stosuje się tani surogat o nazwie banketbakkersspijs lub krótko banketspijs, w którym prawdziwe migdały zastępuje się zmielonymi nasionami roślin strączkowych zmieszanymi z olejami roślinnymi. Najczęściej do tego celu używane są nasiona białej fasoli oraz pestki moreli. Istnieje prosty test z jodem, który pozwala na szybkie odróżnienie nadzienia z prawdziwych migdałów od surogatu. Test został spopularyzowany w Holandii przez dziennikarza kulinarnego Johannesa van Dama.
W języku staroniderlandzkim wyraz stol oznaczał stut, czyli podpórkę, bowiem przy pieczeniu kerststol używa się czasami formy podpierającej chleb w piecu.
Ponad 650 lat temu uczestnicy wypraw krzyżowych na Bliski Wschód w drodze powrotnej do Europy zabrali ze sobą nieznane wówczas owoce, przyprawy i orzechy, które potem zaczęto dodawać do ciasta przeznaczonego do wypieku kerststol.
W skład ciasta wchodzą: mąka pszenna, jajko, masło, mleko, brązowy cukier, suszone drożdże, rum, sól, cukier puder kilka rodzajów rodzynek, kandyzowana skórka gorzkiej pomarańczy, scukrzona skórka cytryny, kandyzowane czereśnie.
Nadzienie przygotowuje się z białych migdałów, cukru i jajka.